# Nancy Ludington
Nancy Irene Rouillard Ludington (* 25. Juli 1939 in Stoneham, Massachusetts) ist eine ehemalige US-amerikanische Eiskunstläuferin, die im Paarlauf startete.
Zusammen mit ihrem Ehemann Ronald Ludington wurde sie von 1957 bis 1960 US-Meisterin im Paarlauf. Sie wurden von Cecilia Colledge trainiert. Das Paar nahm im gleichen Zeitraum an Weltmeisterschaften teil. 1957 wurden sie Vierte, 1958 Fünfte und 1960 Sechste. Ihre einzige Weltmeisterschaftsmedaille gewannen die Ludingtons 1959 in Colorado Springs mit Bronze hinter den Kanadiern Barbara Wagner und Robert Paul und den Deutschen Marika Kilius und Hans-Jürgen Bäumler. Auch bei ihren einzigen Olympischen Spielen gewannen sie 1960 in Squaw Valley die Bronzemedaille hinter den Kanadiern und Deutschen.
Nach dem Ende ihrer Wettkampfkarriere wurde sie Trainerin. Nach der Scheidung von Ronald Ludington heiratete sie Frank Graham.

## Ergebnisse

### Paarlauf
(mit Ronald Ludington)
| Wettbewerb / Jahr                | 1957 | 1958 | 1959 | 1960 |
| -------------------------------- | ---- | ---- | ---- | ---- |
| Olympische Winterspiele          |      |      |      | 3.   |
| Weltmeisterschaften              | 4.   | 5.   | 3.   | 6.   |
| US-amerikanische Meisterschaften | 1.   | 1.   | 1.   | 1.   |